# Refuge faunique national d'Alligator River
Le refuge faunique national d'Alligator River (anglais : Alligator River National Wildlife Refuge) est un National Wildlife Refuge, c'est-à-dire une aire protégée destinée à la préservation de la faune et de la flore, situé au Nord-Est de l'État de Caroline du Nord. Il est administré par le United States Fish and Wildlife Service. Il a été créé le 14 mars 1984 pour la protection d'un milieu unique d'habitat des marais, les pocosins et des espèces animales qui y vivent. Les visiteurs y viennent surtout pour les loups rouges.

## Description
Le National Wildlife Refuge a une superficie de 615 km2 et se trouve à la fois sur le territoire des comtés de Dare et de Hyde. Il mesure 45 km du nord au sud et 24 km d'est en ouest dans la plaine côtière. Il est bordé : 
- à l'ouest par la rivière Alligator (en) et l'Intracoastal Waterway qui est traversé par le pont Lindsay Warren ;
- au nord par le baie d'Albemarle ;
- à l'est par la baie de Pamlico ;
- au sud par la Long Shoal River. Le refuge faunique national de Pea Island est administré avec lui comme faisant partie d'un tout.

## Histoire naturelle
L'habitat inclut divers types de pocosins, des tourbières, des marais d'eau douce et saumâtre et des forêts de bois dur.
Parmi les espèces d'arbres présents, on trouve le copalme d'Amérique, le pinus serotina, l'érable rouge, le cyprès blanc atlantique et une grande variété d'espèces herbacées et d'arbustes communs sur la côte Est.

Dans la faune, on trouve l'ours noir sur les bords de mer, mais aussi de nombreux canards, des oies, des cygnes, des bécasses, des oiseaux limicoles, des raton laveurs, des cerfs, des loups rouges et, naturellement, des alligators qui ont donné le nom de la rivière et du refuge.

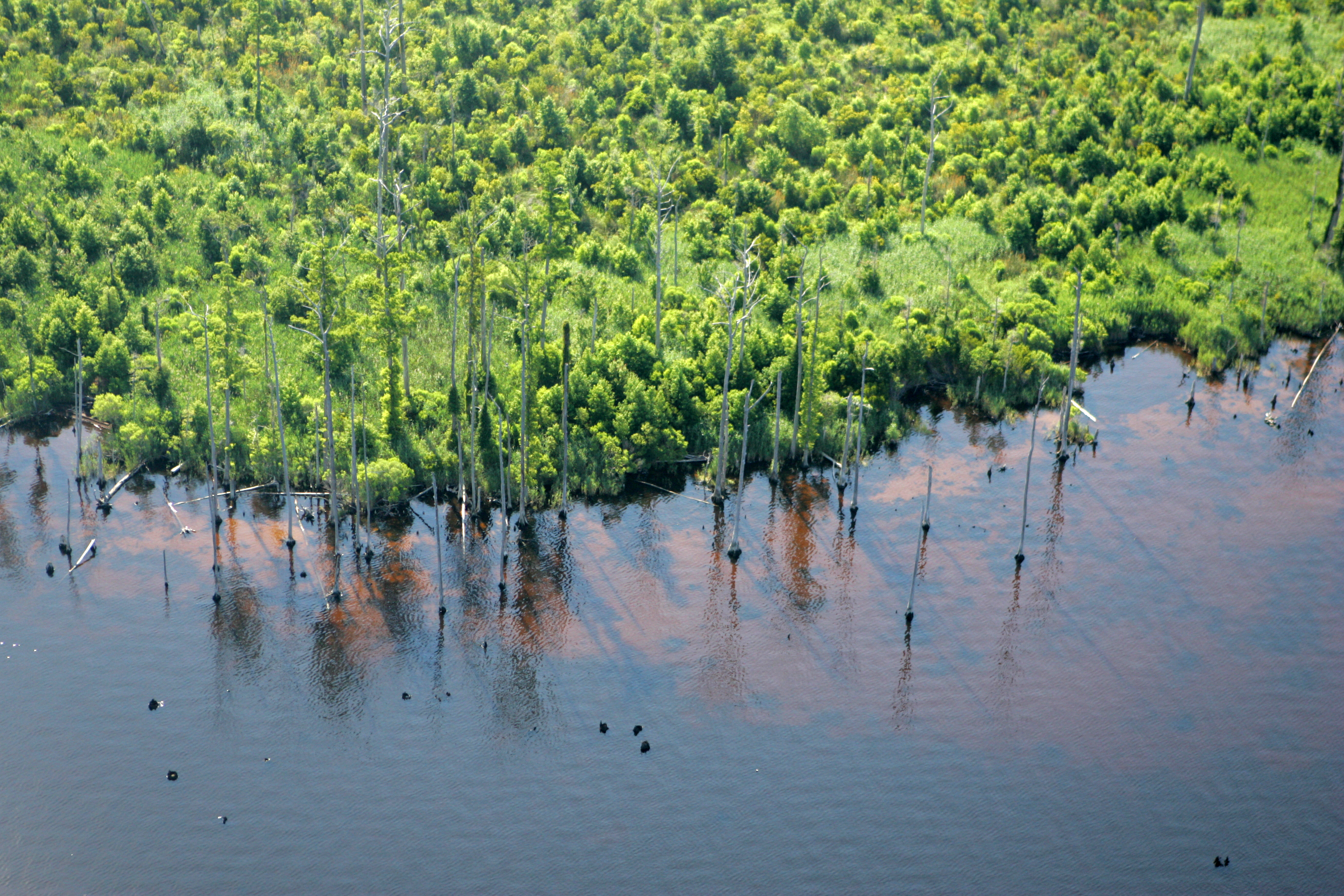
Vue aérienne
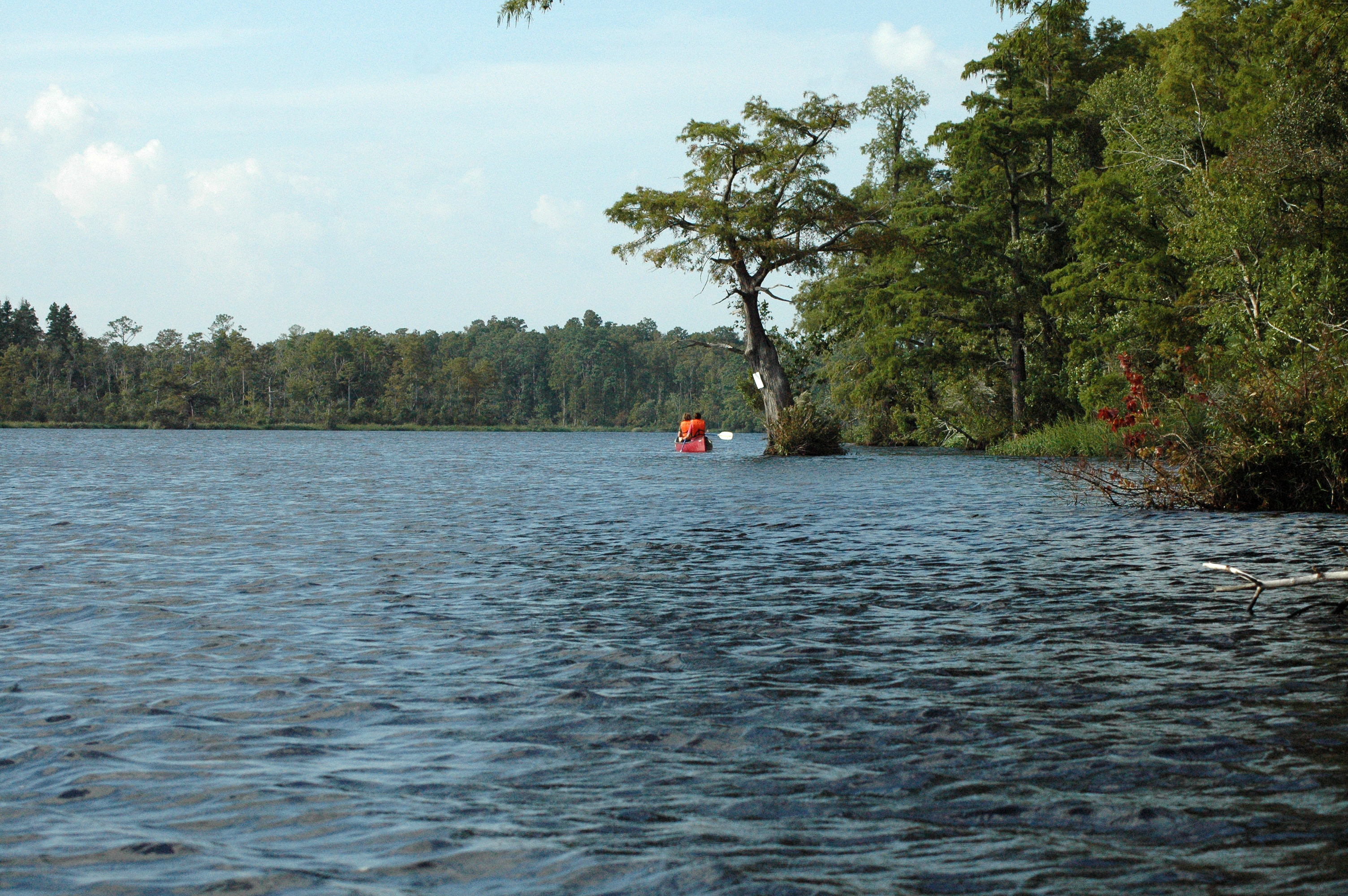
Sur la rivière
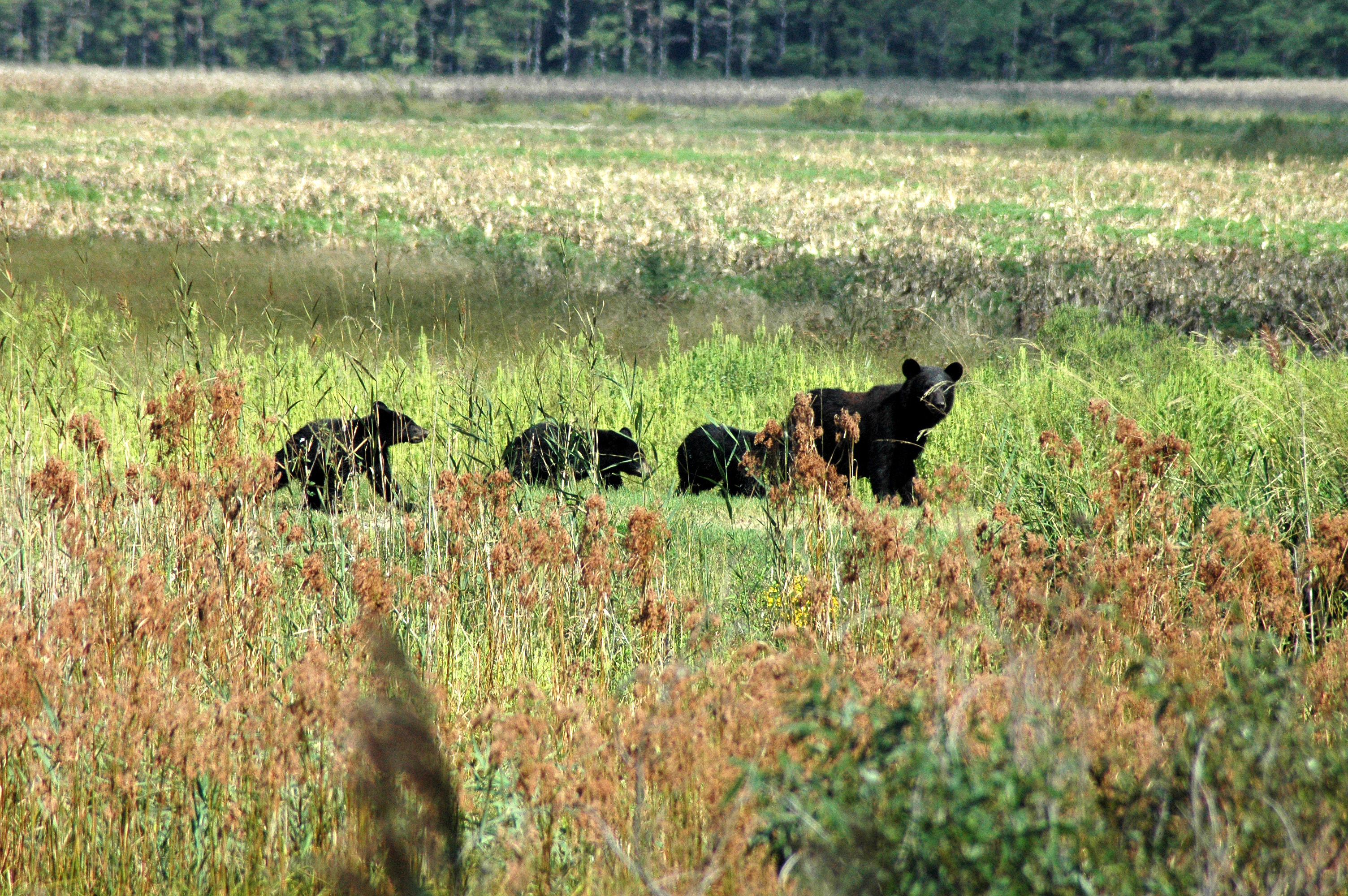
Ours noirs
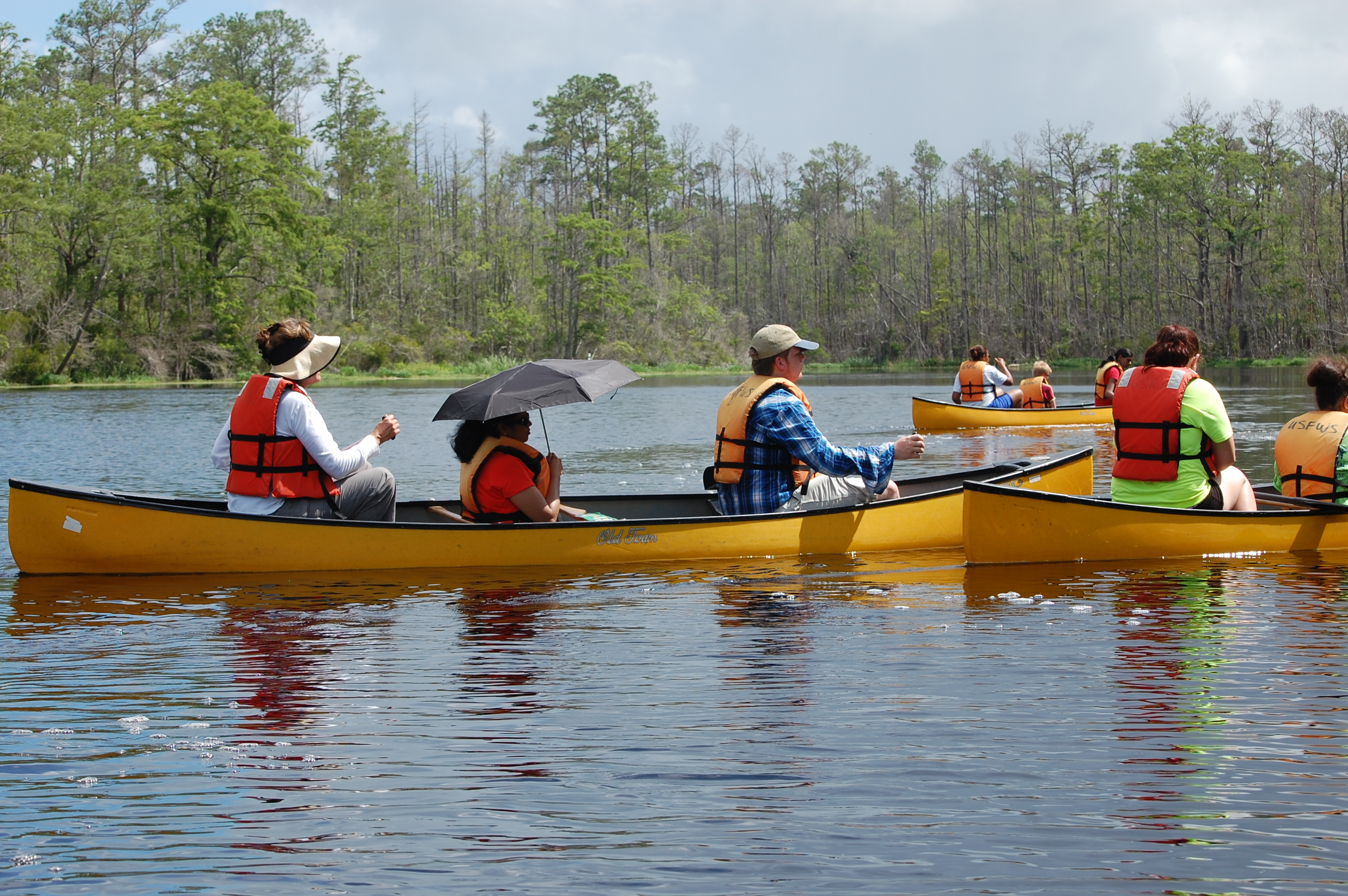
Canoë, sur Sawyer Lake

## Les objectifs du refuge

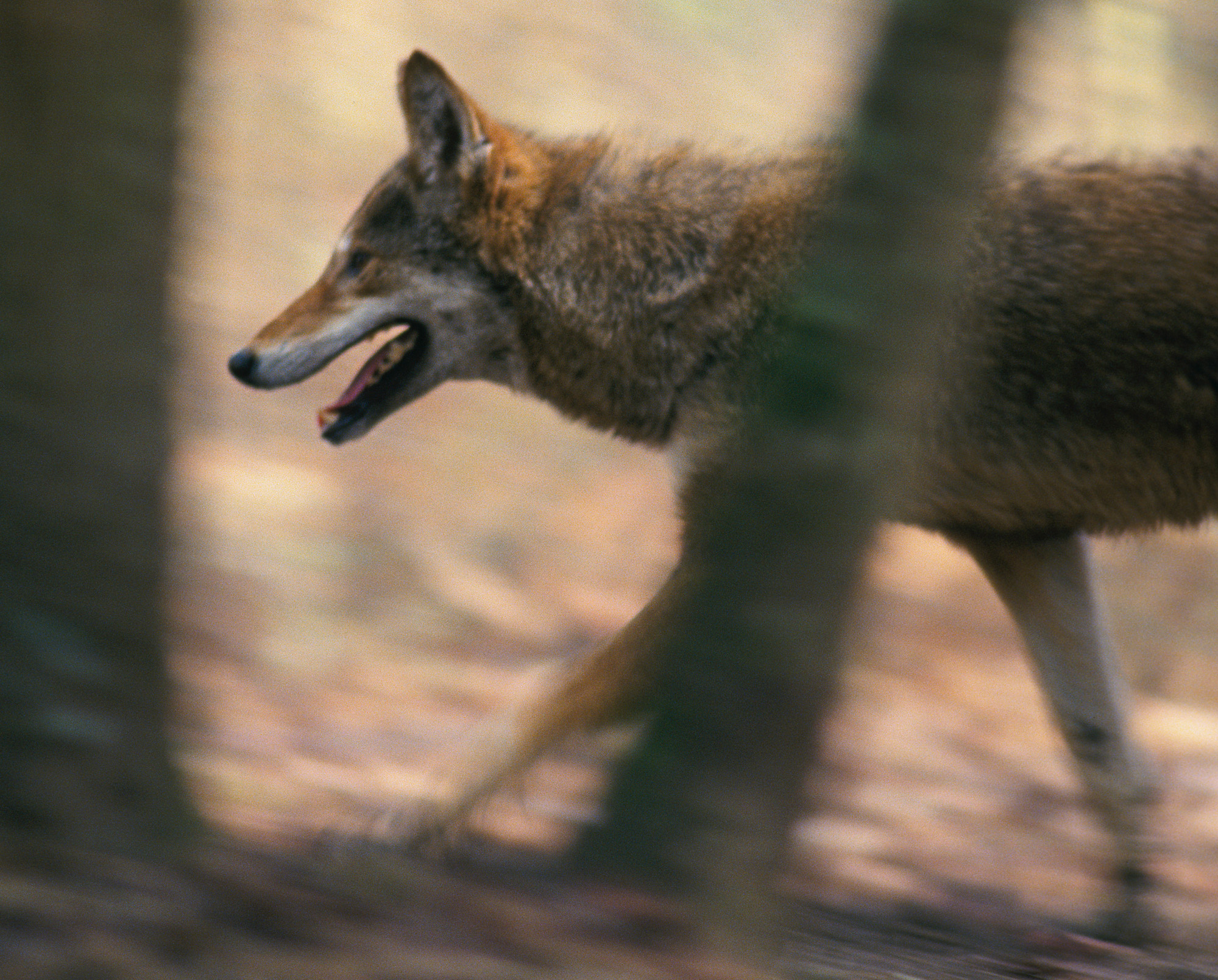
Un loup rouge marchant dans les sous-bois

Les objectifs de ce refuge sont la protection et la préservation des marais et des espèces qui y vivent. Il vise également à fournir des espaces pour accueillir les oiseaux migrateurs et pour le développement des espèces locales.
Un objectif important est la restauration des niveaux d'eau historiques du refuge grâce à des fossés de drainage artificiels. Cela permettra de réduire les risques d'incendie ainsi que de rétablir les habitats fauniques à préserver. Le refuge offre également des possibilités de pratique de la chasse, de la pêche, d'éducation à l'environnement, d'observation et de la photographie.

## Administration
Au total, une équipe de 33 personnes gère le refuge pour 42 000 visiteurs par an. Son budget est de 3 900 000 dollars.